# Jennifer Doudna
Jennifer Anne Doudna (n. 19 februarie 1964, Washington, D.C., SUA) este o biochimistă americană, profesoară la Departamentul de Chimie și Departamentul de Biologie Celulară și Moleculară de la Universitatea Berkeley din California. În 2020, a fost distinsă cu Premiul Nobel pentru Chimie împreună cu Emmanuelle Charpentier, „pentru dezvoltarea unei metode de editare a genomului”.